# Distrito de Clamecy
El distrito de Clamecy es un distrito (del francés: arrondissement) de Francia, que se localiza en el departamento de Nièvre, de la región de Borgoña-Franco Condado (del francés: Bourgogne-Franche-Comté). Su chef-lieu es la ciudad de Clamecy.

## Historia
Cuando se creó el departamento de Nièvre el 4 de marzo de 1790, el distrito de Clamecy fue uno de los distritos originales del nuevo departamento.

## Geografía
El distrito de Clamecy limita al norte y al noreste con el departamento Yonne (Borgoña), al sureste con el distrito de Château-Chinon (Ville), al suroeste con el distrito de Nevers y al oeste con el distrito de Cosne-Cours-sur-Loire.
El distrito se encuentra en el norte del departamento, con una superficie de 1464 km². Es el distrito de Nièvre de menor población con 25.610 habitantes en 2012 y una densidad poblacional de 17,5 habitantes/km².

## División territorial

### Cantones
El distrito de Clamecy tiene 6 cantones:
1. Cantón de Brinon-sur-Beuvron
2. Cantón de Clamecy
3. Cantón de Corbigny
4. Cantón de Lormes
5. Cantón de Tannay
6. Cantón de Varzy

### Comunas
| 1. Amazy (58005)                  | 2. Anthien (58008)                  | 3. Armes (58011)                | 4. Asnan (58015)                    |
| 5. Asnois (58016)                 | 6. Authiou (58018)                  | 7. Bazoches (58023)             | 8. Beaulieu (58026)                 |
| 9. Beuvron (58029)                | 10. Billy-sur-Oisy (58032)          | 11. Brassy (58037)              | 12. Breugnon (58038)                |
| 13. Brinon-sur-Beuvron (58041)    | 14. Brèves (58039)                  | 15. Bussy-la-Pesle (58043)      | 16. Cervon (58047)                  |
| 17. Chalaux (58049)               | 18. Challement (58050)              | 19. Champallement (58052)       | 20. La Chapelle-Saint-André (58058) |
| 21. Chaumot (58069)               | 22. Chazeuil (58070)                | 23. Chevannes-Changy (58071)    | 24. Chevroches (58073)              |
| 25. Chitry-les-Mines (58075)      | 26. Clamecy (58079)                 | 27. La Collancelle (58080)      | 28. Corbigny (58083)                |
| 29. Corvol-d'Embernard (58084)    | 30. Corvol-l'Orgueilleux (58085)    | 31. Courcelles (58090)          | 32. Cuncy-lès-Varzy (58093)         |
| 33. Dirol (58098)                 | 34. Dompierre-sur-Héry (58100)      | 35. Dornecy (58103)             | 36. Dun-les-Places (58106)          |
| 37. Empury (58108)                | 38. Entrains-sur-Nohain (58109)     | 39. Epiry (58110)               | 40. Flez-Cuzy (58116)               |
| 41. Germenay (58123)              | 42. Grenois (58130)                 | 43. Guipy (58132)               | 44. Gâcogne (58120)                 |
| 45. Héry (58133)                  | 46. Lormes (58145)                  | 47. Lys (58150)                 | 48. Magny-Lormes (58153)            |
| 49. La Maison-Dieu (58154)        | 50. Marcy (58156)                   | 51. Marigny-l'Église (58157)    | 52. Marigny-sur-Yonne (58159)       |
| 53. Menou (58163)                 | 54. Metz-le-Comte (58165)           | 55. Mhère (58166)               | 56. Michaugues (58167)              |
| 57. Moissy-Moulinot (58169)       | 58. Monceaux-le-Comte (58170)       | 59. Moraches (58181)            | 60. Mouron-sur-Yonne (58183)        |
| 61. Neuffontaines (58190)         | 62. Neuilly (58191)                 | 63. Nuars (58197)               | 64. Oisy (58198)                    |
| 65. Ouagne (58200)                | 66. Oudan (58201)                   | 67. Parigny-la-Rose (58206)     | 68. Pazy (58208)                    |
| 69. Pouques-Lormes (58216)        | 70. Pousseaux (58217)               | 71. Rix (58222)                 | 72. Ruages (58224)                  |
| 73. Saint-André-en-Morvan (58229) | 74. Saint-Aubin-des-Chaumes (58230) | 75. Saint-Didier (58237)        | 76. Saint-Germain-des-Bois (58242)  |
| 77. Saint-Martin-du-Puy (58255)   | 78. Saint-Pierre-du-Mont (58263)    | 79. Saint-Révérien (58266)      | 80. Saizy (58271)                   |
| 81. Sardy-lès-Épiry (58272)       | 82. Surgy (58282)                   | 83. Taconnay (58283)            | 84. Talón (58284)                   |
| 85. Tannay (58286)                | 86. Teigny (58288)                  | 87. Trucy-l'Orgueilleux (58299) | 88. Varzy (58304)                   |
| 89. Vauclaix (58305)              | 90. Vignol (58308)                  | 91. Villiers-le-Sec (58310)     | 92. Villiers-sur-Yonne (58312)      |
| 93. Vitry-Laché (58313)           |                                     |                                 |                                     |